# Wehrtechnische Studiensammlung Koblenz
Wehrtechnische Studiensammlung Koblenz (WTS-Koblenz) – muzeum uzbrojenia Bundeswehry znajdujące się w Koblencji (Niemcy).

## Charakterystyka i zbiory
Muzeum posiada w swoich zbiorach ok. 30 tys. eksponatów, rozmieszczonych na 7 tys. m² powierzchni wystawienniczej. Jest ono jedną z największych specjalistycznych kolekcji techniki wojskowej nie tylko w Niemczech, ale i w Europie. Działalność WTS-Koblenz koncentruje się na gromadzeniu obiektów o przeznaczeniu wojskowym, a także wojskowej literatury naukowej. W muzeum działa biblioteka specjalistyczna w zakresie technologii wojskowych i nauk wojskowych gromadząca 18 tys. woluminów i ponad 70 tys. dokumentów. W placówce prowadzone są szkolenia kadr technicznych i inżynieryjnych wojska niemieckiego. Obiekty muzealne i udostępniane publiczności przechowywane są w stanie możliwie funkcjonującym (nie są zdemilitaryzowane).
WTS-Koblenz jest częścią Federalnego Urzędu ds. Sprzętu, Technologii Informacyjnych i Wsparcia Operacyjnego Bundeswehry Bundesamt für Ausrüstung, Informationstechnik und Nutzung der Bundeswehr (BAAINBw).

## Galeria

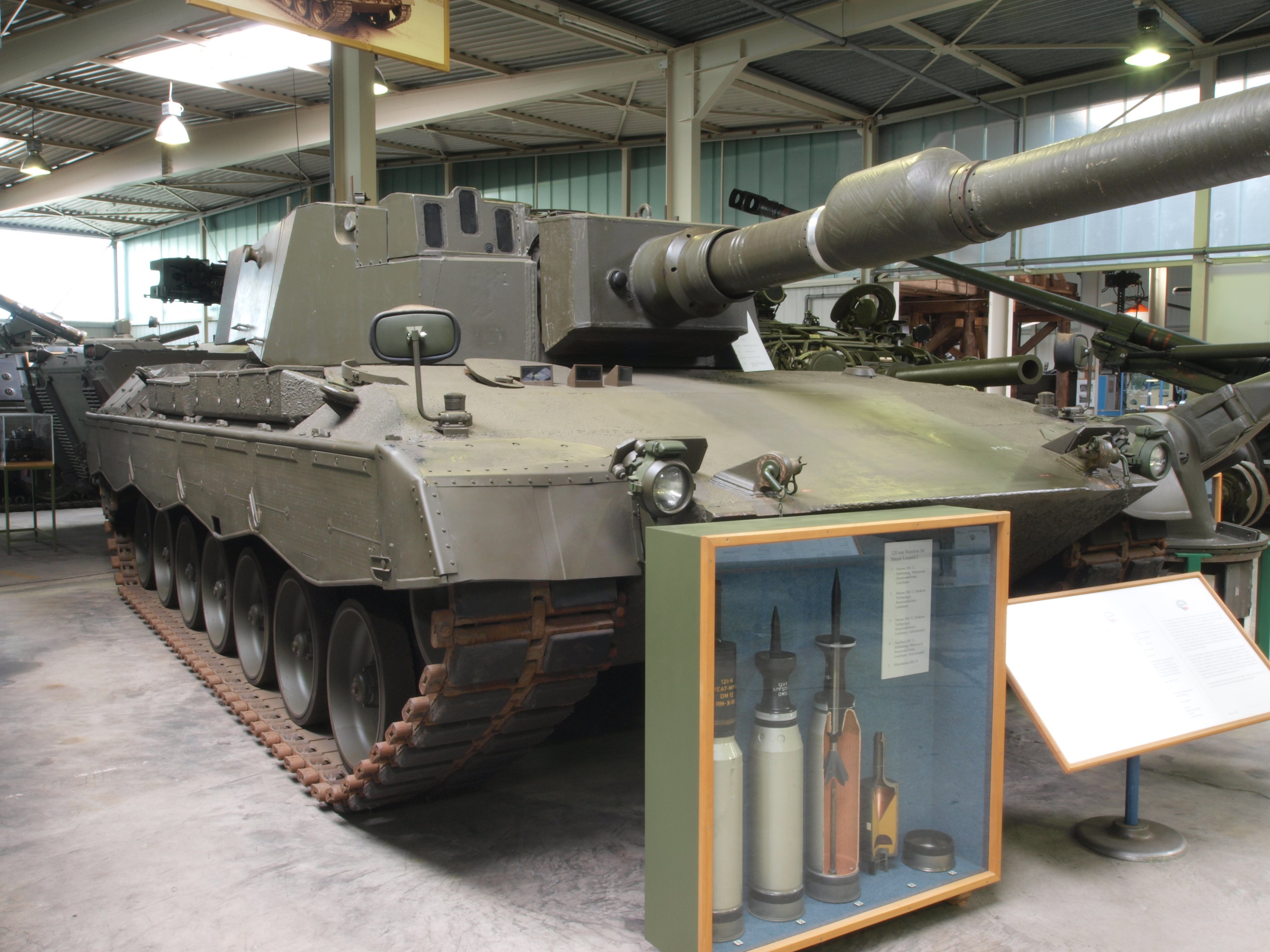
Leopard 2 (prototyp)
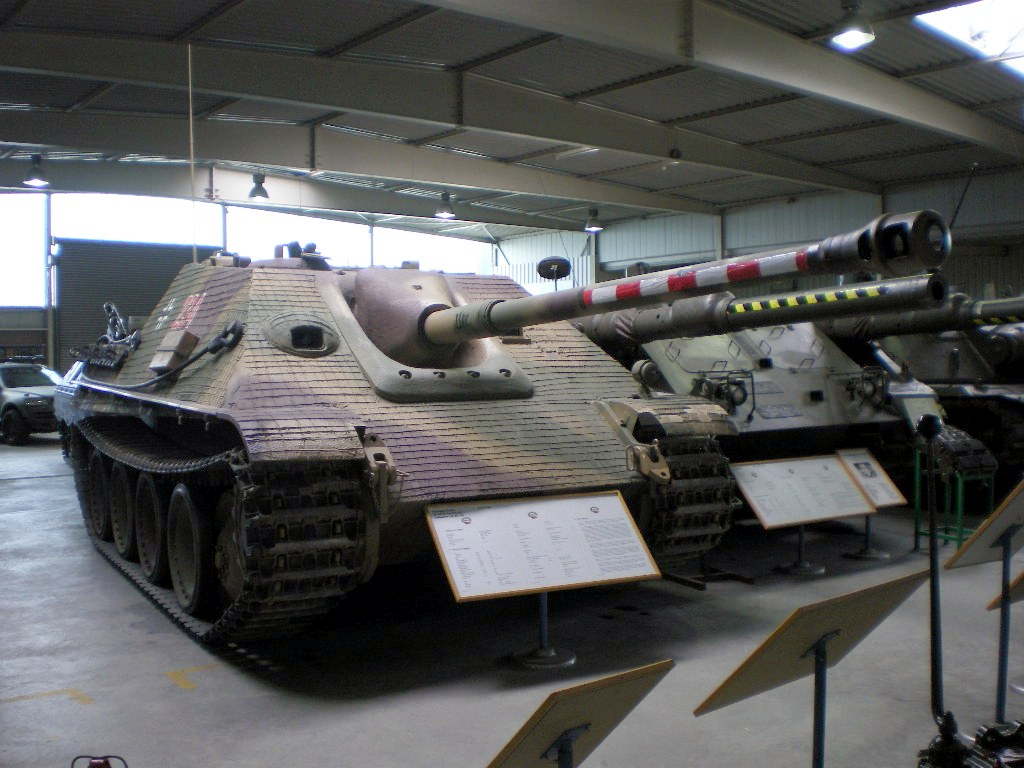
Jagdpanther Sd.Kfz.173
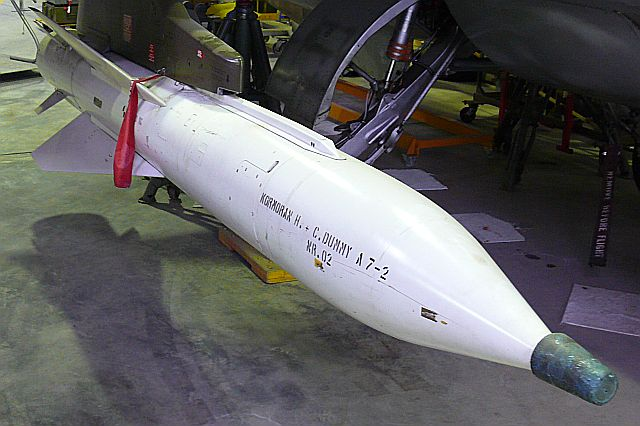
AS.34 Kormoran (Przeciwokrętowy pocisk manewrujący)
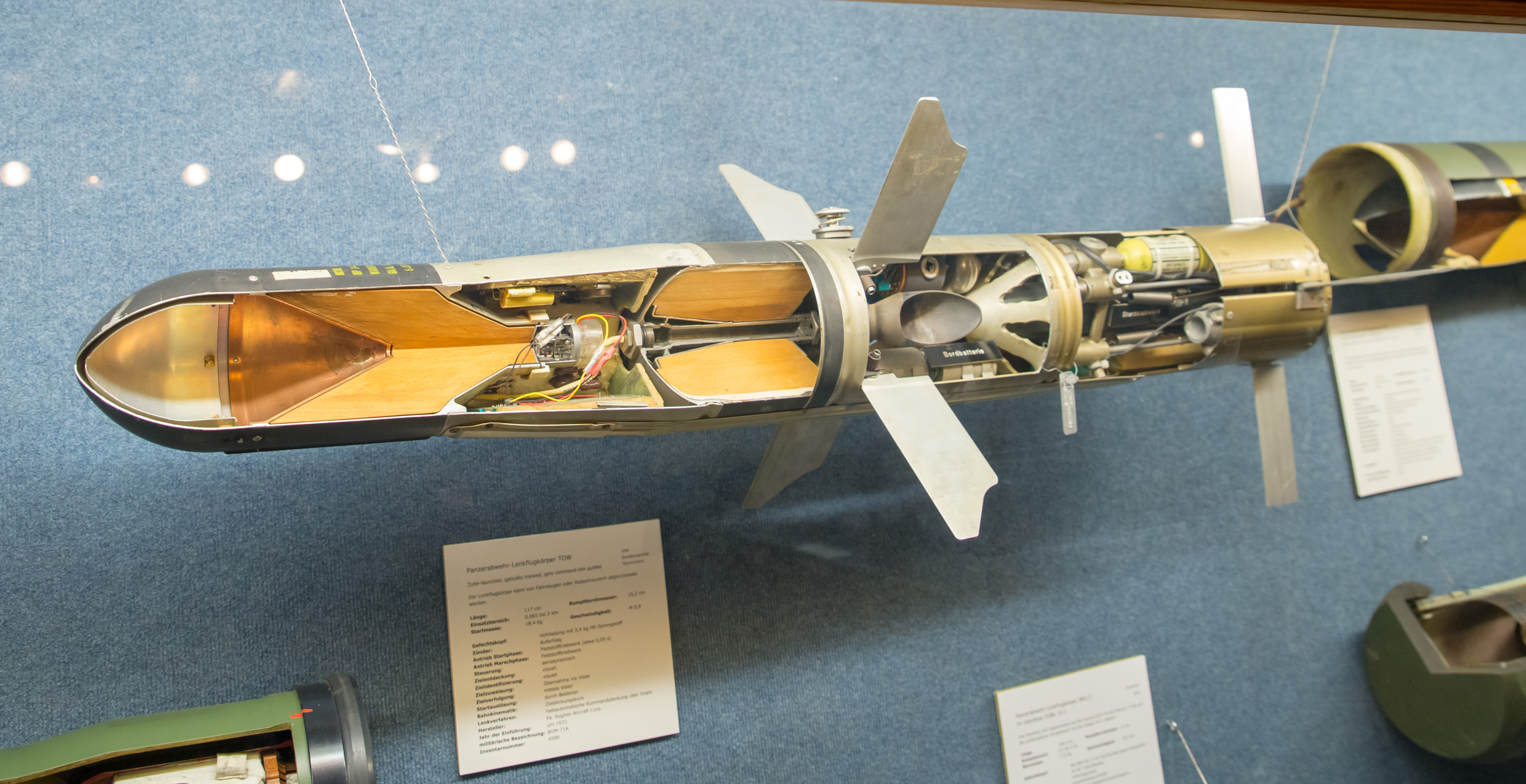
BGM-71 TOW (Przeciwpancerny pocisk kierowany)